# Kuro no Shōkanshi
Kuro no Shōkanshi (黒の召喚士?), también conocida como Black Summoner en inglés, es una serie de novelas ligeras japonesas escritas por Doufu Mayoi e ilustradas por Kurogin. Comenzó a publicarse en línea en el sitio web de publicación de novelas Shōsetsuka ni Narō en octubre de 2014. Overlap comenzó a publicar la serie con ilustraciones de Kurogin bajo su sello Overlap Bunko en junio de 2016. Una adaptación a manga con ilustraciones de Gin Ammo comenzó a serializarse en el sitio web Comic Gardo de Overlap en enero de 2018. Una adaptación de la serie al anime de Satelight se estrenó el 9 de julio de 2022.

## Sipnosis
Al despertar en un lugar nuevo y extraño sin ningún recuerdo de su vida pasada, Kelvin se entera de que ha intercambiado esos mismos recuerdos a cambio de nuevas y poderosas habilidades durante su reciente transmigración. Dirigiéndose a un mundo completamente nuevo como Invocador, siendo su primer Seguidor la mismísima diosa que lo trajo, Kelvin comienza su nueva vida como aventurero, y no pasa mucho tiempo antes de que descubra su carácter oculto como adicto a las batallas.

## Personajes
Kelvin (ケルヴィン Keruvin?)
 Seiyū: Kōki Uchiyama
El protagonista principal que es un invocador reencarnado, el único invocador de rango S en el mundo. Intercambió sus recuerdos de su vida anterior para obtener habilidades útiles. Sus sirvientes contratados actualmente son Clotho, Gerard, Melfina y Sera.
Efil (エフィル Efiru?)
 Seiyū: Manaka Iwami
Originalmente una esclava, es una Medio Elfa, comprada por Kelvin y entrenada para ser una formidable Arquera. Tenía una maldición para prender fuego a cualquiera que tocara, hasta que Kelvin la rompió.
Melfina (メルフィーナ Merufīna?)
 Seiyū: Reina Ueda
La Diosa de la Reencarnación, ella es la responsable de darle a Kelvin sus poderes a cambio de sus recuerdos. Como es una diosa, tiene un nivel muy alto, más de 100. Ella es tan fuerte que el propio Kevin, un invocador de rango S, no pudo convocarla cuando llegó al otro mundo. Su verdadera forma estaba oculta, apareciendo como un menú de juego interactivo hasta que creó un cuerpo artificial para sí misma que Kelvin puede invocar. En su cuerpo artificial, se parece a un ángel, con alas y un vestido blanco.
Clotho (クロト Kuroto?)
 Seiyū: Randhi
Clotho es un Slime contratado utilizado por Kelvin. Es el primer monstruo contratado por Kelvin, e inmediatamente es utilizado por él para matar a otro slime. Desde entonces se ha convertido en un Slime Gluttonia, un monstruo casi tan fuerte como los Reyes Demonio.
Geral (ジェラール Jerāru?)
 Seiyū: Yōsuke Akimoto
Es un Blackghost Knight, atado a la tierra por el dolor y la ira de perder a su esposa e hijos. Es el segundo monstruo contratado de Kelvin. A partir del episodio 5, se ha convertido en un Abyssal Knight Commander.
Sera (セラ?)
 Seiyū: Minori Suzuki
Ella es la hija del ex Rey Demonio Gustav, quien fue sellada por su seguridad. Se le enseñó a convertirse en una pugilista arcana y se convirtió en la tercera sirvienta contratada de Kelvin.
Rion (リオン?)
 Seiyū: Yume Miyamoto
Una héroe reencarnada convocada por Kelvin.
Ange (アンジェ Anje?)
 Seiyū: Konomi Inagaki
Recepcionista del Gremio de Aventureros en Parth. Siente algo por Kelvin.
Tsubaki Fujiwara (ツバキ・フジワラ Tsubaki Fujiwara?)
 Seiyū: Shizuka Itō
La reina de Toraj. Le ha tomado cariño a Kelvin y sus compañeros. Constantemente trata de solicitar su servicio.
Colette Deramilius
 Seiyū: Rie Kugimiya
Es la Oráculo de Deramis que ha convocado a los Héroes y es una gran admiradora de la Diosa Melfina.
Clive Tellase
 Seiyū: Shōta Aoi
General de los Caballeros Mágicos del Reino de Trizen y un reencarnado a igual que Kelvin. Posee el pelo largo y blanco, así como una apariencia andrógina. Utiliza la habilidad única "Ojos fascinantes", que le permite controlar a sus enemigos como marionetas. Él es uno de los que organizan el ataque a una aldea élfica para capturar a los elfos y esclavizarlos. Al ver a Efil muestra un interés hacia ella y quiere convertirla en su esclava sexual. Se enfrenta a Kelvin, solo para ser gravemente herido, pero es rescatado por Tristán, otro General del reino. Tristán encarcela a Clive y pone a sus propias esclavas sexuales a cargo de torturarlo para experimentar si las reencarnaciones tienen algún valor científico.

## Contenido de la obra

### Novela ligera
Escrita por Doufu Mayoi, la serie comenzó a publicarse en línea en Shōsetsuka ni Narō el 6 de octubre de 2014. La serie fue adquirida más tarde por Overlap, quien comenzó a publicar la serie con ilustraciones de Kurogin bajo su sello Overlap Bunko el 25 de junio de 2016. Se han publicado hasta la fecha dieciocho volúmenes. En julio de 2020, J-Novel Club anunció que obtuvo la licencia de la serie para su publicación en inglés.

#### Lista de volúmenes
| Volúmenes de novelas ligeras publicadas | Volúmenes de novelas ligeras publicadas | Volúmenes de novelas ligeras publicadas |
| Número                                  | Fecha de lanzamiento                    | ISBN                                    |
| --------------------------------------- | --------------------------------------- | --------------------------------------- |
| 1                                       | 25 de junio de 2016                     | ISBN 978-4-86554-117-5                  |
| 2                                       | 25 de septiembre de 2016                | ISBN 978-4-86554-157-1                  |
| 3                                       | 25 de enero de 2017                     | ISBN 978-4-86554-192-2                  |
| 4                                       | 25 de mayo de 2017                      | ISBN 978-4-86554-217-2                  |
| 5                                       | 25 de agosto de 2017                    | ISBN 978-4-86554-251-6                  |
| 6                                       | 25 de enero de 2018                     | ISBN 978-4-86554-307-0                  |
| 7                                       | 25 de junio de 2018                     | ISBN 978-4-86554-370-4                  |
| 8                                       | 25 de diciembre de 2018                 | ISBN 978-4-86554-416-9                  |
| 9                                       | 25 de abril de 2019                     | ISBN 978-4-86554-480-0                  |
| 10                                      | 25 de agosto de 2019                    | ISBN 978-4-86554-534-0                  |
| 11                                      | 25 de febrero de 2020                   | ISBN 978-4-86554-613-2                  |
| 12                                      | 25 de mayo de 2020                      | ISBN 978-4-86554-662-0                  |
| 13                                      | 25 de octubre de 2020                   | ISBN 978-4-86554-762-7                  |
| 14                                      | 25 de marzo de 2021                     | ISBN 978-4-86554-868-6                  |
| 15                                      | 25 de agosto de 2021                    | ISBN 978-4-86554-977-5                  |
| 16                                      | 25 de febrero de 2022                   | ISBN 978-4-8240-0110-8                  |
| 17                                      | 25 de junio de 2022                     | ISBN 978-4-8240-0211-2                  |
| 18                                      | 25 de septiembre de 2022                | ISBN 978-4-8240-0294-5                  |

### Manga
Una adaptación a manga, ilustrada por Gin Ammo, comenzó a serializarse en Comic Gardo el 11 de enero de 2018. Los capítulos individuales se han recopilado en quince volúmenes de tankōbon hasta la fecha. J-Novel Club también está publicando el manga en inglés.

##### Lista de volúmenes
| Volúmenes de manga publicados | Volúmenes de manga publicados | Volúmenes de manga publicados |
| Número                        | Fecha de lanzamiento          | ISBN                          |
| ----------------------------- | ----------------------------- | ----------------------------- |
| 1                             | 25 de junio de 2018           | ISBN 978-4-86554-366-7        |
| 2                             | 25 de noviembre de 2018       | ISBN 978-4-86554-419-0        |
| 3                             | 25 de abril de 2018           | ISBN 978-4-86554-485-5        |
| 4                             | 25 de agosto de 2018          | ISBN 978-4-86554-539-5        |
| 5                             | 25 de noviembre de 2019       | ISBN 978-4-86554-579-1        |
| 6                             | 25 de marzo de 2020           | ISBN 978-4-86554-631-6        |
| 7                             | 25 de julio de 2020           | ISBN 978-4-86554-710-8        |
| 8                             | 25 de diciembre de 2020       | ISBN 978-4-86554-815-0        |
| 9                             | 25 de marzo de 2021           | ISBN 978-4-86554-878-5        |
| 10                            | 25 de julio de 2021           | ISBN 978-4-86554-970-6        |
| 11                            | 25 de octubre de 2021         | ISBN 978-4-8240-0039-2        |
| 12                            | 25 de febrero de 2022         | ISBN 978-4-8240-0121-4        |
| 13                            | 25 de junio de 2022           | ISBN 978-4-8240-0222-8        |
| 14                            | 25 de septiembre de 2022      | ISBN 978-4-8240-0301-0        |
| 15                            | 25 de enero de 2023           | ISBN 978-4-8240-0403-1        |

### Anime
El 17 de febrero de 2022 se anunció una adaptación de la serie al anime. Está producida por Satelight y dirigida y escrita por Yoshimasa Hiraike, con Miwa Oshima diseñando los personajes y Michiru y Yuri Miyazono componiendo la música. Se estrenó el 9 de julio de 2022 en Tokyo MX. El tema de apertura es "Ataman Chū Dead End" (頭ん中DEAD END?), interpretado por Retobea (unknown Vo:10fu), mientras que el tema de cierre es "Wherever", interpretado por Minori Suzuki. Crunchyroll obtuvo la licencia de la serie fuera de Asia.

## Recepción
A mayo de 2021, la serie tiene más de un millón de copias en circulación.